# Château de Fayolle (Abzac)
Le château de Fayolle est situé sur la commune d'Abzac, en Charente.

## Historique
Un donjon a été construit au XIIIe siècle, flanqué de contreforts pleins.
Le plus ancien seigneur connu est Robert Ambasmat, qui était aussi seigneur des Vestizons. Sa famille était attestée comme garde du sceau du comte de la Marche à Charroux en 1363. 
La nièce d'un autre Robert, Antoinette Ambasmat, épousa, en 1506, François de Couhé de Lusignan. C'est vraisemblablement ce dernier qui aménagea le château et en fit un logis. Le château restera dans cette famille pendant trois siècles. 
Pendant la Révolution, en 1795, Marie-Jeanne de Couhé (branche de Fayolle), dame de Fayolle, épouse de François VI de Couhé de Lusignan (branche de La Besge), est emprisonnée comme suspecte à Confolens.
Par alliance, le château passe aux Saint-Georges au XIXe siècle, puis aux Boismarmin au début du XXe siècle. Enfin, il entre dans la famille de L'Hermite, qui le possède encore actuellement.

## Architecture
Le logis rectangulaire a été coiffé au XVIIIe siècle d'une toiture à la Mansart de tuiles plates,.
La construction est cantonnée de trois fines tours rondes, qui sont en réalité des contreforts pleins,. La quatrième tour, à l'angle nord-ouest, est polygonale et coiffée d'un toit à pans courbes.
Sur la façade sud est accolée une tour ronde contenant l'escalier et coiffée d'une poivrière.
De vastes communs, remaniés au XIXe siècle, complètent le château.

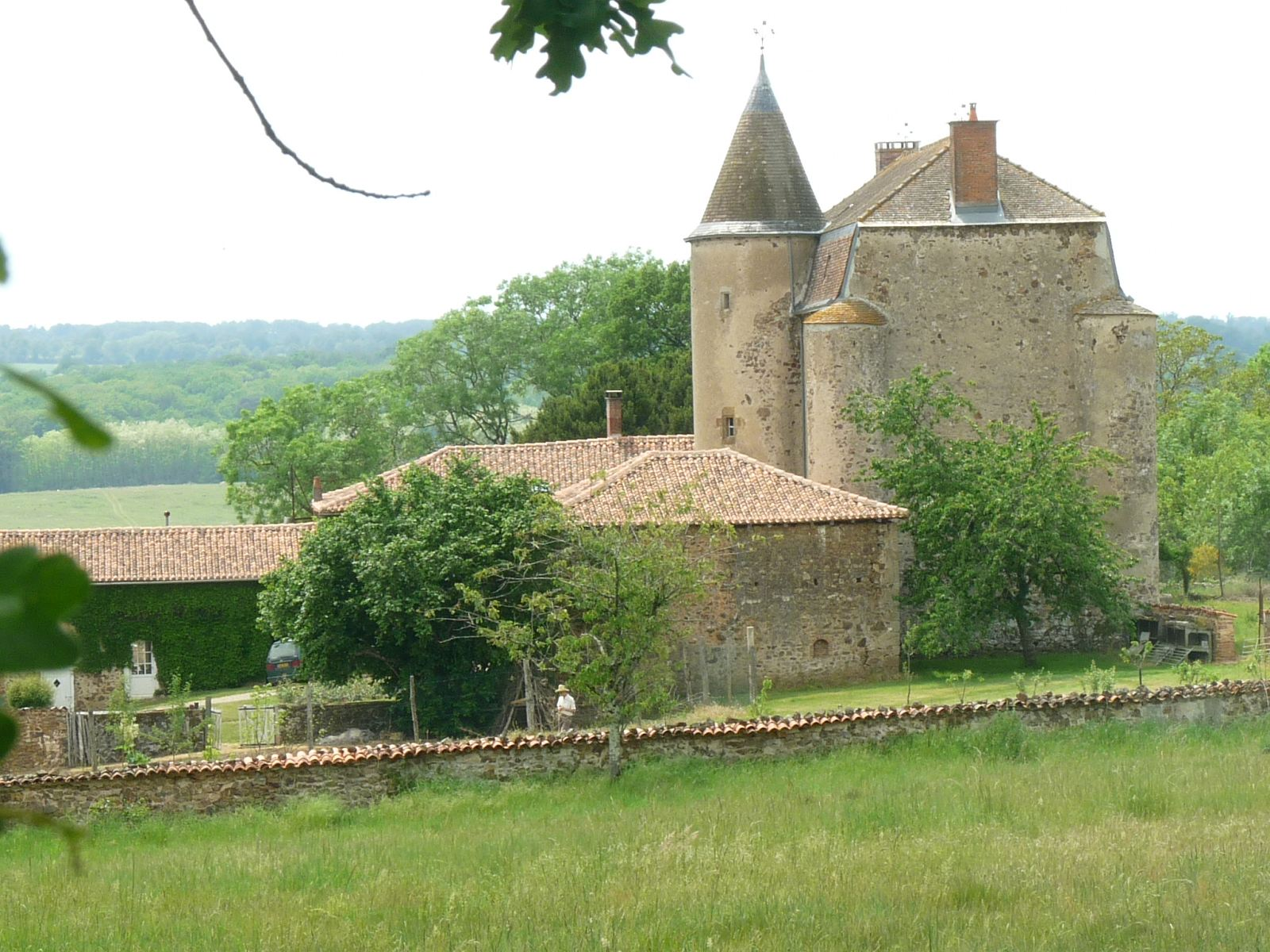
Vue de l'est